# 產卵管

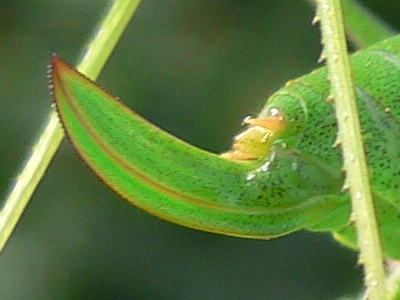
雌螽斯（Leptophyes punctatissima）的產卵管（在其兩側的為其尾器）

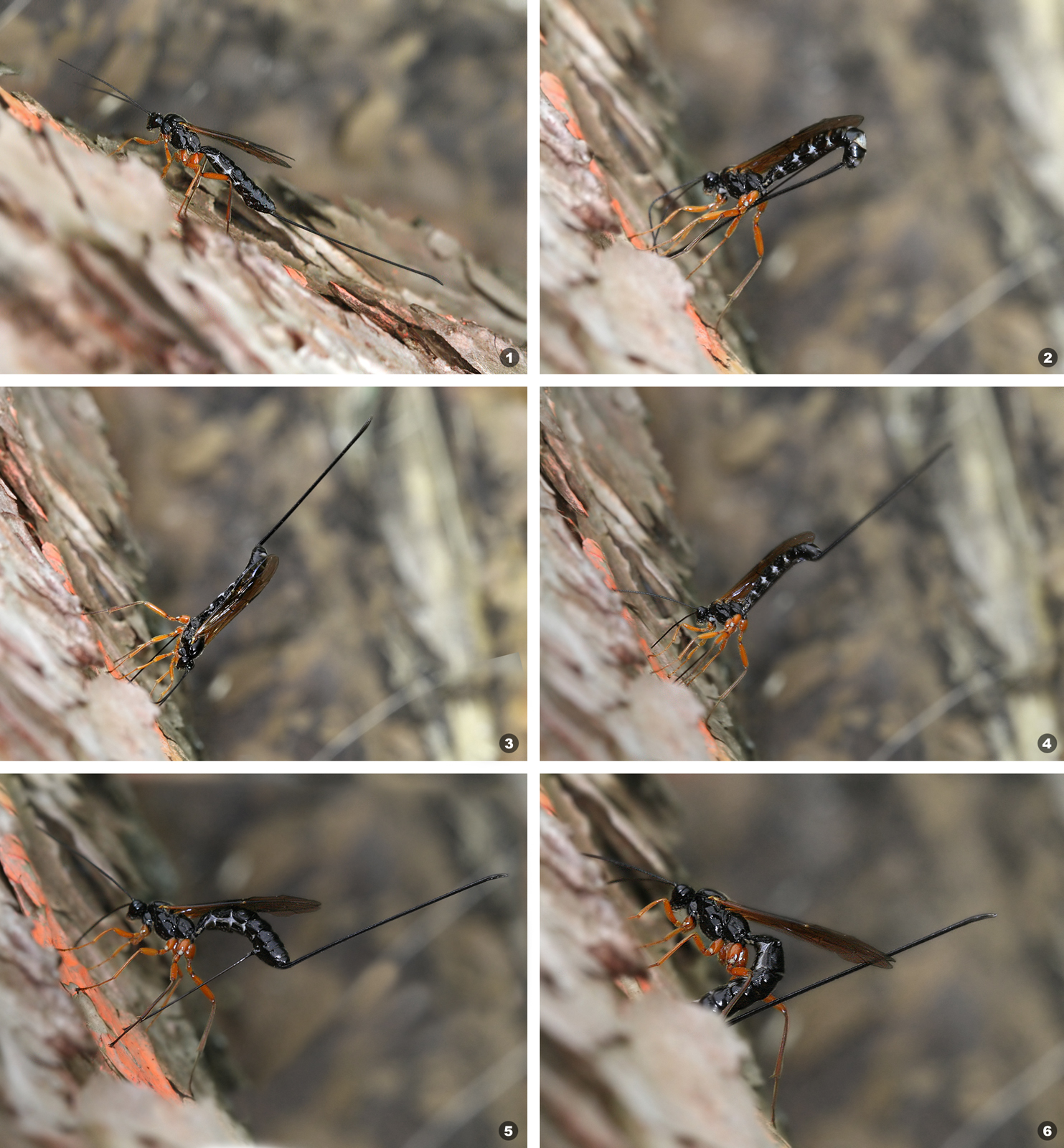
姬蜂科物種的產卵過程：1. 雌蜂透過觸角輕敲樹幹表面來探測是否有寄主躲藏在樹幹之中；2. 雌蜂利用其產卵管將樹皮鑿開一個小洞；3. 雌蜂將產卵管深入至帶有寄主幼蟲的空穴中；4.校正位置；5. 產卵；6. 產卵

產卵管（英語：Ovipositor），又稱為排卵管或產卵瓣，為部分動物用來產卵的器官。
昆蟲的產卵管由最多三對的附肢所組成，其形態與細節在不同物種間有不小的差異，但功能多半均同樣是用來將卵產在合適的位置。有些昆蟲的產卵管僅是用來將卵產在物體表面，但有些寄生性的物種（黃蜂與膜翅目）其產卵管則可以穿過寄主的外殼或外皮並將卵注入其中。
蚱蜢能將產卵管插入土裡並將卵產入其中；蟬能透過產卵管將卵產在嫩肢的木材之中；廣腰亞目及劍尾亞目物種可以透過產卵管切開植物組織；姬蜂科 马尾姬蜂属 屬的雌蜂具有數英吋長的產卵管，卵產在埋藏樹幹深處的其他昆蟲幼蟲身上，孵化出來的幼體就能以被產卵的寄主為食。長尾姬蜂（Megarhyssa macrurus）的產卵管為目前已知最長的產卵用器官。
針尾部（黃蜂、虎頭蜂、蜂系及螞蟻）的螫針為特化的產卵管，與毒液腺相連，主要用來防禦或是麻痺獵物。穿刺性的螫針加上毒液使黃蜂在產卵時減少因寄主反擊而受傷的風險。有時候在將螫針扎入寄主時也會使其受到病毒感染，降低免疫系統效能進而防止其摧毀體內的卵。然而，幾乎所有帶有螫針的膜翅目物種其產卵管都已失去產卵的能力，唯一的例外為青蜂科，其產卵管同時兼具螫針及產卵的能力。
部分昆蟲，例如雙翅目的實蠅科及蜣蠅科，具有完整發展的產卵管，即使在不使用時也依然部分伸出於體外。
在繁殖季時，一些鰟鮍亞科的魚類雌性具有由生殖孔所延伸出來的產卵管，牠們可以透過產卵管將卵產在淡水貽貝的外套腔中，使卵得以安全成長。
海馬也具有產卵管可以將卵產至雄性海馬的育兒袋內，直到海馬幼兒發育完成。